# Jean Doyen
Jean Doyen (Paris, 9 mars 1907 – Versailles, 21 avril 1982), est un pianiste, professeur et compositeur français.

## Biographie
Né Abel Jean Doyen, il est diplômé du Conservatoire de Paris en tant que pianiste (1922). Il commence l'instrument avec Jeannine Barbulée (professeur notamment de Samson François et Yvonne Lefébure), puis étudie avec Louis Diémer (1919) et finalement avec Marguerite Long. En 1924, il fait ses débuts de soliste avec l'Orchestre Colonne. Il participe aussi au ballet de Jacques  Ibert, Les Rencontres, à l’Opéra de Paris.
En 1926 il travaille à la Radiodiffusion Française, mais parallèlement il retourne au Conservatoire dans la classe de contrepoint avec Georges Caussade et en composition avec Paul Vidal et Henri Büsser.
De 1941 à 1977, il occupe le poste de professeur de piano au Conservatoire de Paris, succédant à Marguerite Long. Parmi ses élèves on note İdil Biret, Roger Boutry, Philippe Entremont, Marie Thérèse Fourneau, Claude Kahn, André Krust, Artur Moreira Lima, Bernard Job, Dominique Merlet et Chantal Riou.
Jean Doyen est surtout connu pour ses interprétations de la musique française des XIXe et XXe siècles, notamment dans les œuvres de Gabriel Pierné, Reynaldo Hahn et Vincent d'Indy et considéré comme l'un des grands interprètes de ce répertoire et par-dessus tout, de Maurice Ravel et Gabriel Fauré,. Il aime aussi jouer la Fantaisie  sur  un  vieil air de ronde française de Vincent d'Indy ou les Trois Danses de Samazeuilh. Il a cependant enregistré les valses de Frédéric Chopin, et est le créateur des Variations sur un thème de  Don Juan.
En tant que compositeur, il a publié un Requiem, un concerto pour piano, une suite en si, Marine pour quatuor à cordes et quatuor vocal féminin. 
Sa fille, Geneviève Doyen (1944–2004) était également pianiste. En revanche, il n'y a pas de parenté avec Ginette Doyen (alias Geneviève Fournier, 1921–2002) mariée et collaboratrice musicale du violoniste Jean Fournier, lui-même frère de Pierre Fournier (violoncelliste).

## Discographie
- Chopin, les 14 valses (1956, LP Fontana 700.009 / Philips A77405L)[4] (OCLC 658636818)
- Fauré, L'Œuvre pour piano (1972, 4CD Erato) (OCLC 37861308)
- Fauré, Quatuor no 2 en sol mineur, op. 45 - Trio Pasquier : Jean Pasquier, violon ; Pierre Pasquier, alto ; Étienne Pasquier, violoncelle ; Jean Doyen, piano (1964, Erato) (OCLC 658715211)
- Halffter, Rapsodia Portuguesa pour piano et orchestre - Jean Doyen, piano ; Orchestre du Conservatoire de Paris, dir. Charles Munch (octobre 1941/mars 1942)
- Mozart, Concerto pour piano no 20, Fantaisie en ré mineur K 397 - Orchestre de la Société des concerts du Conservatoire, dir. Charles Munch (23 décembre 1941 et 2 février 1942, Lys) (OCLC 275727667)
- Ravel, Musique pour piano, Concertos - Orchestre des concerts Lamoureux, dir. Jean Fournet (1954, Philips / 2CD Accord) (OCLC 658417979)
- Saint Saens, Concerto pour piano no 2, en sol mineur, op. 22 - Orchestre des concerts Lamoureux, dir. Jean Fournet (Philips N 00.233 L)
- d'Indy, Symphonie sur un chant montagnard français, en sol majeur, op. 25 - Orchestre des concerts Lamoureux, dir. Jean Fournet (Philips N 00.233 L)

## Filmographie
- Bonnes adresses du passé : 4, place de la Madeleine, émission de Jean-Charles Bloch et Roland-Bernard réalisée par Roland Bernard, RTF, 1er novembre 1962. INA n°CPF86617136. Film documentaire réalisé à l'occasion de la commémoration nationale du centenaire de la naissance de Claude Debussy avec de la musique de Claude Debussy jouée par Jean Doyen sur un grand piano Érard au siège des éditions musicales Durand : fin de Mouvement et Bruyères